# Přísnotice
Přísnotice település Csehországban, a Brno-vidéki járásban. Přísnotice Uherčice, Vranovice, Nosislav és Žabčice településekkel határos. Lakosainak száma 886 fő (2024. január 1.).

## Népesség
A település lakosságának változását az alábbi diagram mutatja:
| Lakosok száma | 572  | 767  | 904  | 964  | 952  | 793  | 874  | 878  | 872  | 886  |
|               | 1869 | 1890 | 1921 | 1950 | 1980 | 2001 | 2017 | 2019 | 2022 | 2024 |